# Etzelsrode
Etzelsrode là một đô thị ở huyện Nordhausen, trong bang Thüringen, Đức. Đô thị Etzelsrode có diện tích 3,5 km².